# Psalmopoeus victori
A Psalmopoeus victori pókfaj a madárpókfélék (Theraphosidae) családjának Psalmopoeinae, vagy más rendszerezés szerint Aviculariinae alcsaládjában. A faj az első Mexikóban gyűjtött falakó életmódú madárpók.
A faj első példányát 2008-ban gyűjtötték, leírására 2014-ben került sor. A faj tudományos nevét Víctor H. Jiménez Arcos mexikói herpetológus után kapta, aki az első példányt megtalálta.

## Elterjedése
A fajt kizárólag Mexikó Veracruz államában gyűjtötték esőerdei területeken. 

## Megjelenése
Megjelenése tükrözi falakó életmódját, lábai hosszúak, teste viszonylag kisebb. A kifejlett hím testhossza 3,2-, a nőstényé 4,8 cm körül alakul. Megjelenése hasonlít közeli rokonára a Psalmopoeus reduncusra, bár színezete eltérő. A hím előtestpajzsa (carapace) olivazöldes, a csípők, a rágók, és a sternum feketék. Az utótest szürke szőrökkel fedett, háti oldalán hosszú vöröses sertékkel. A lábak és a tapogatóláb sötétzölden irizálnak, oldalt hosszú, szürke szőrök figyelhetők meg.
A nőstény esetében az előtestpajzs és a rágók felső felszíne zöldes fényű, a csípők és a sternum fekete. A potroh fekete színű, háti felszínén hosszú vöröses szőrökkel. A lábak és a tapogatók sötétzöld fényűek, leginkább a tapogatók, illetve az I. és II. lábpár combján. A III. és IV. lábak hosszú vörös szőrökkel díszítettek.

## Életmódja
A faj Mexikó trópusi őserdei területén él. Fák törzsén, annak repedéseiben, hézagaiban, közepes magasságban. Éjszakai életmódot folytat.

## Védelme
A faj biológiájának további ismeretére lenne szükség a faj védelmét célzó intézkedések megtervezéséhez. Az élőhelye rendkívül kis területre korlátozódik, könnyen lehet, hogy ez a faj egyetlen előfordulási területe. Megtalálásának helyszínén erős emberi tevékenység zajlik. Dekoratív küllemének köszönhetően könnyen válhat az illegális kisállat kereskedelem célpontjává is.

## Külső hivatkozások
- Képek a fajról